# アート・リンゼイ
アート・リンゼイ（Arto Lindsay、1953年5月28日 - ）は、アメリカ出身のギタリスト、歌手、プロデューサー、作曲家。

## 経歴
アメリカで生まれるが、父の仕事の関係で3歳の頃にブラジルへ移住し、17歳まで過ごすことになる。ブラジルの生活の中で経験したブラジル音楽に非常に影響を受けたという。

### DNA
1977年にニューヨークでイクエ・モリ、ロビン・クラッチフィールドらとともにDNAを結成、やがてニューヨーク・パンクを代表するバンドの一つとなる。後にロビンが音楽性の違いから脱退し、ベーシストとしてティム・ライトが加入する。1978年にブライアン・イーノによるプロデュースのもとで制作された前衛的なパンク・バンドのコンピレーション・アルバム『ノー・ニューヨーク』に参加。これを契機として、アルバムに参加したDNAやジェームス・チャンス・アンド・ザ・コントーションズ (James Chance and the Contortions) 、ティーンエイジ・ジーザス・アンド・ザ・ジャークス (Teenage Jesus & the Jerks) 、マーズらによって代表されるニューヨークの前衛的なロック・シーンは、ノー・ウェイヴとして広く知られることになる。
DNAの音楽性はノー・ウェイヴ・ムーブメントにおいても前衛的存在であった。アート・リンゼイは11本だけ弦を張った12弦ギターにまったくチューニングを施さずに演奏し、DNA結成までドラムの演奏経験がまったくなかったドラムのイクエ・モリはトムトムの連打などの無機質で機械的な変拍子のリズムを生み出した。さらに、2人を支えるティム・ライトのベースも不気味に歪んだサウンドであった。

### ラウンジ・リザーズ
1978年、DNAでの活動とは別にジョン・ルーリー率いるジャズ・コンボ、ラウンジ・リザーズに参加。「フェイク・ジャズ」と称される様に1950年代のジャズを表現した「ノー・ウェイヴ」の一種とされる。また同時期にラウンジ・リザーズに参加していたドラマーのアントン・フィアーの音楽プロジェクトであるゴールデン・パロミノス、ジョン・ゾーンのLOCUS SOLUSなどにも参加した。

### アンビシャス・ラバーズ
1984年、最初のソロ・アルバムとなる『エンビィ』を「アート・リンゼイ／アンビシャス・ラバーズ」名義でリリースした後、キーボーディストのピーター・シェラーとユニットとしてアンビシャス・ラバーズを結成。レコーディングには前述のアントン・フィアー、ジョン・ゾーンなどのミュージシャン達が参加し、ポップ・ミュージックにおけるニューヨークのアンダーグラウンド・シーンのミュージシャンをオーヴァーグラウンドへ牽引する存在となる。音楽性でもDNAがノイズ・パンク、ラウンジ・リザーズはジャズであったが、このアンビシャス・ラバーズに於いてアートは自身のルーツであるブラジル音楽の表現を始める。当初は七つの大罪をモチーフにアルバムを発表する予定だったが、結局3枚のアルバム『エンビィ』『グリード』『ラスト』の発表で活動を休止している。

### ソロ
1980年代後半からプロデューサーとしてカエターノ・ヴェローゾやガル・コスタらトロピカリズモのアーティストをバック・アップし、気鋭のカルニーニョス・ブラウンとともにマリーザ・モンチに携わるなどブラジル音楽の流れを読み取り、ギタリスト・コンポーザーとしてキップ・ハンラハンのアメリカン・クラーヴェ、ローリー・アンダーソン、デヴィッド・バーンや坂本龍一、テイ・トウワ、大貫妙子、GEISHA GIRLSのレコーディングに参加する。アンビシャス・ラバーズ以降は個人名義のアルバムをアンドレス・レヴィン、ヴィニシャス・カンタリア、メルヴィン・ギブス、カシン、コーネリアスらとの共同作曲で発表している。
坂本龍一が1985年頃のNHK-FM「サウンド・ストリート」にて語ったところによると、アート・リンゼイは譜面も読めなければコードもよくわからないという。それでも優れた音楽的センスのみを頼りにミュージシャンとしての活動はおろか、プロデュース業もこなしてしまうところに彼の才能の奥深さがあるという。

## ディスコグラフィ

### リーダー作
- 『プリティ・アグリー』 - Pretty Ugly (1990年) ※with ピーター・シェラー
- Aggregates 1–26 (1995年)
- 『ムンド・シヴィリザード』 - Mundo Civilizado (1996年)
- 『曖昧な存在』 - O Corpo Sutil (The Subtle Body) (1996年)
- 『ヌーン・チル』 - Noon Chill (1998年)
- 『プライズ』 - Prize (1999年)
- 『エコミクシーズ』 - Ecomixes (2000年)
- 『インヴォーク』 - Invoke (2002年)
- 『ソルト』 - Salt (2004年)
- Scarcity (2014年) ※with ポール・ニルセン・ラヴ
- 『ケアフル・マダム』 - Cuidado Madame (2017年)[1]
- Largest Afternoon (2019年)
- Charivari (Black Cross Solo Sessions 7) (2022年)

### DNA
- A Taste of DNA (1981年)
- 『ラスト・ライヴ・アット・CBGB』 - Last Live at CBGB (1993年)
- DNA on DNA (2004年)
- 『ノー・ニューヨーク』 - No New York (1978年) ※コンピレーション・アルバム

### ラウンジ・リザーズ
- 『ラウンジ・リザーズ』 - Lounge Lizards (1981年)
- 『ライブ’79~’81』 - Live 79-81 (1985年)

### アンビシャス・ラバーズ
- 『エンビィ』 - Envy (1984年) ※旧邦題『エンヴィー』
- 『グリード』 - Greed (1988年)
- 『ラスト』 - Lust (1991年)

### 主なプロデュース作品
セイゲン・オノ
- 『Comme Des Garçons Volume One』 (1988年)

角松敏生
- 『BEFORE THE DAYLIGHT』 (1988年) ※ピーター・シェラーとの共同プロデュース (1曲のみ)

ローリー・アンダーソン
- Strange Angels (1989年) ※ピーター・シェラーとの共同プロデュース

カエターノ・ヴェローゾ
- 『エストランジェイロ』 - Estrangeiro (1989年) ※ピーター・シェラーとの共同プロデュース
- 『シルクラドー』 - Circuladô (1991年)

ビル・フリゼール
- 『ビフォア・ウィ・ワー・ボーン』 - Before We Were Born (1989年) ※ピーター・シェラーとの共同プロデュース

マリーザ・モンチ
- 『マイス』 - Mais (1991年)
- 『ローズ・アンド・チャコール』 - Verde Anil Amarelo Cor de Rosa e Carvão (1994年)
- 『グレート・ノイズ』 - Barulhinho Bom (1995年)
- 『アモール、アイ・ラヴ・ユー』 - Memórias, Crônicas E Declarações De Amor (2000年)

ガル・コスタ
- 『チェシャ猫の微笑』 - O Sorriso Do Gato De Alice (1993年)

デヴィッド・バーン
- 『デヴィッド・バーン』 - David Byrne (1994年)

中谷美紀
- 『食物連鎖』 (1996年) ※1曲ヴィニシウス・カントゥアリアとの共同作詞・作曲で参加

カルリーニョス・ブラウン
- 『バイーアの空のもとで』 - Alfagamabetizado (1996年)

大貫妙子
- 『LUCY』 (1997年) ※3曲のみ

宮沢和史
- 『MIYAZAWA』 (2001年)

三宅純
- 『Innocent Bossa in the mirror』 (2002年)

坂本龍一
- 『キャズム』 (2004年) ※1曲作詞で参加